# Pandas (software)
Pandas es una librería de Python especializada en la manipulación y el análisis de datos. Ofrece estructuras de datos y operaciones para manipular tablas numéricas y series temporales, es como el Excel de Python. Es un software libre  distribuido bajo la licencia BSD. El nombre deriva del término "datos de panel", término de econometría que designa datos que combinan una dimensión temporal con otra dimensión transversal.

## Características de la biblioteca
- Tipo de datos DataFrame para manipulación de datos con indexación integrada.
- Herramientas para leer y escribir datos entre estructuras de dato en-memoria y formatos de archivo variados.
- Alineación de dato y manejo integrado de datos faltantes.
- Reestructuración y segmentación de conjuntos de datos.
- Segmentación vertical basada en etiquetas, indexación elegante, y segmentación horizontal de grandes conjuntos de datos.
- Inserción y eliminación de columnas en estructuras de datos.
- Agrupación predefinida en la biblioteca lo que permite realizar cadenas de operaciones dividir-aplicar-combinar sobre conjuntos de datos.
- Mezcla y unión de datos.
- Indexación jerárquica de ejes para trabajar con datos de altas dimensiones en estructuras de datos de menor dimensión.
- Funcionalidad de series de tiempo: generación de rangos de fechas y conversión de frecuencias, desplazamiento de ventanas estadísticas y de regresiones lineales, desplazamiento de fechas y retrasos.[3]

La biblioteca ha sido altamente optimizada en cuanto a rendimiento, con caminos de código crítico escritos en Cython o en C.

## Historia
Su principal desarrollador, Wes McKinney, empezó a desarrollar Pandas en el año 2008 mientras trabajaba en AQR Capital por la necesidad que tenía de  una herramienta flexible de alto rendimiento para realizar análisis cuantitativo en datos financieros. Antes de dejar AQR convenció a la administración de la empresa de distribuir esta biblioteca bajo licencia de código abierto. Otro empleado de AQR, Chang Ella, se unió en 2012 al esfuerzo de desarrollo de la biblioteca.[cita requerida]

### Línea del tiempo:[6]
- 2008: Comienza el desarrollo de pandas
- 2009: Pandas se convierte en un software de código abierto
- 2012: Es publicada la primera edición de Python for Data Analysis
- 2015: pandas se convierte en un proyecto esponsorizado por NumFOCUS
- 2018: Primer sprint presencial de desarrolladores del núcleo

## Ejemplos

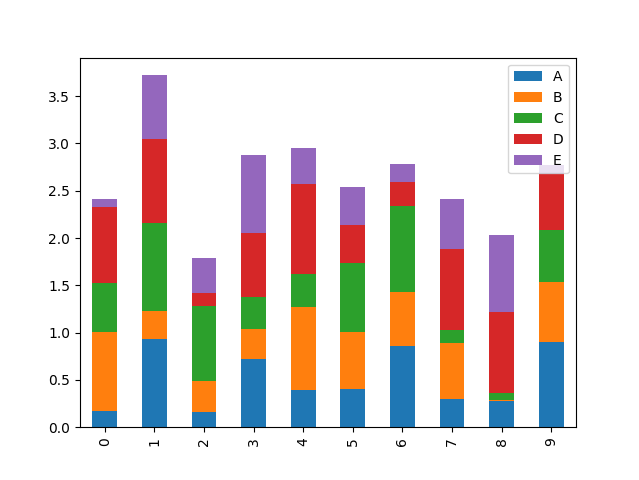
Diagrama Bargraph with pandas

Curvas
```
import
 
pandas
 
as
 
pd

import
 
matplotlib.pyplot
 
as
 
plt

import
 
numpy
 
as
 
np

df
 
=
 
pd
.
DataFrame
(
np
.
random
.
randn
(
100
,
 
5
),
 
columns
=
list
(
'ABCDE'
))

df
=
df
.
cumsum
()
 
# Return cumulative sum over a DataFrame or Series axis

df
.
plot
()

plt
.
show
()

```

 Gráfica de barras
```
df
 
=
 
pd
.
DataFrame
(
np
.
random
.
rand
(
10
,
 
5
),
 
columns
=
list
(
'ABCDE'
))

df
.
plot
.
bar
(
stacked
=
True
)

plt
.
show
()

```

 Diagrama de caja  
```
df
 
=
 
pd
.
DataFrame
(
np
.
random
.
rand
(
7
,
 
5
),
 
columns
=
list
(
'ABCDE'
))

df
.
plot
.
box
()

plt
.
show
()

```

 Histograma 
```
data
 
=
 
pd
.
Series
(
np
.
random
.
normal
(
size
=
100
))

data
.
hist
(
grid
=
False
)

plt
.
show
()

```